# Gare centrale de Bagdad
Cet article concerne la gare. Pour le film, voir Baghdad Station.
La gare centrale de Bagdad ou gare internationale de Bagdad (arabe : محطة بغداد العالمية) est la principale gare ferroviaire de Bagdad. Elle relie le réseau ferroviaire du sud au nord de l'Irak. La gare a été construite par les Britanniques et conçue par J. M. Wilson, un Écossais qui avait été l'assistant de l'architecte Edwin Lutyens à New Delhi et qui a ensuite ouvert son propre cabinet à Bagdad. Elle a été décrite comme le « joyau de la couronne » de Bagdad par la BBC. La construction a commencé en 1948 et s'est achevée en 1953. La gare est la plus grande d'Irak. Elle a été rénovée pendant l'occupation américaine de l'Irak dans les années 2000.